# Operazione Scorpius
Operazione Scorpius è un romanzo del 1988 scritto da John Edmund Gardner.

## Trama
Emma Dupré, figlia d'un noto banchiere di Londra, è stata ripescata cadavere dal Tamigi. La ragazza era entrata a far parte della Comunità dei mansueti, una setta capeggiata da un certo Padre Valentino. Addosso le sono stati rinvenuti: il numero di telefono di James Bond e una strana carta di credito: l'Avante Carte. Nel frattempo, un'amica di Emma nonché figlia di un Lord, viene trovata agonizzante per un'overdose. Bond, incaricato di indagare, ingaggia un'estenuante lotta contro il tempo, consapevole della presenza, nei ranghi del SIS, di un traditore che opera al servizio della Scorpius, e s'addentra sempre più in un intrigo di vaste proporzioni che ha per obiettivo un attentato al primo ministro del Regno Unito.